# Лёккен-Верк
Лёккен-Верк (норв. Løkken Verk) — посёлок в Норвегии, коммуна Мельдал в районе (фюльке) Трёнделаг, примерно в 70 километрах от Тронхейма. Назван в честь фермы Лёккен и шахты Бергверк.

## История
В XVII веке был важным центром добычи меди и пиритов. Первое месторождение меди обнаружено в 1652 году. В 1654 году по приказу короля Датской унии Фредерика III была открыта шахта и начались горные работы. В дальнейшем месторождения меди и халькопиритов активно разрабатывались до 1987 года.
В 1908 году была построена первая электрическая железная дорога Норвегии (норв. Thamshavnbanen), которая осуществляла перевозку пассажиров и грузов до 1974 года. Сейчас Thamshavnbanen является туристической достопримечательностью.
В 1910 году её стали использовать для транспортировки пирита из Лёккен Верка в порт Тамсхавн. Порт находится в 25 километрах от шахты и располагается на севере от города Оркангер, столицы коммуны Оркдал. Одноимённый с портом завод Тамсхавн производил выработку серы и меди с 1931 года по 1962 год.
В 1904 году, с целью коммерческой добычи пирита в Лёккен-Верке и строительства железной дороги Thamshavnbanen была организована промышленная компания Orkla Grube-Aktiebolag.

## Природа
Лёккен Верк находится на высоте 160—300 метров над уровнем моря, средняя температура летом +13°С (самая высокая температура в 2010 году зафиксирована в июле: +27 °C), а зимой −4,6 °C (самая низкая температура в 2010 году была зафиксирована в январе: −28 °C) . Город располагается в окружении невысоких гор c хвойными и смешанными лесами. В нескольких километрах от города протекает река Оркла (Orkla), одна из лососёвых рек Норвегии. Место для рыбалки, треккинга и туризма. В геологических окаменелостях ордовикского периода обнаружено несколько видов иглокожих.

## Достопримечательности

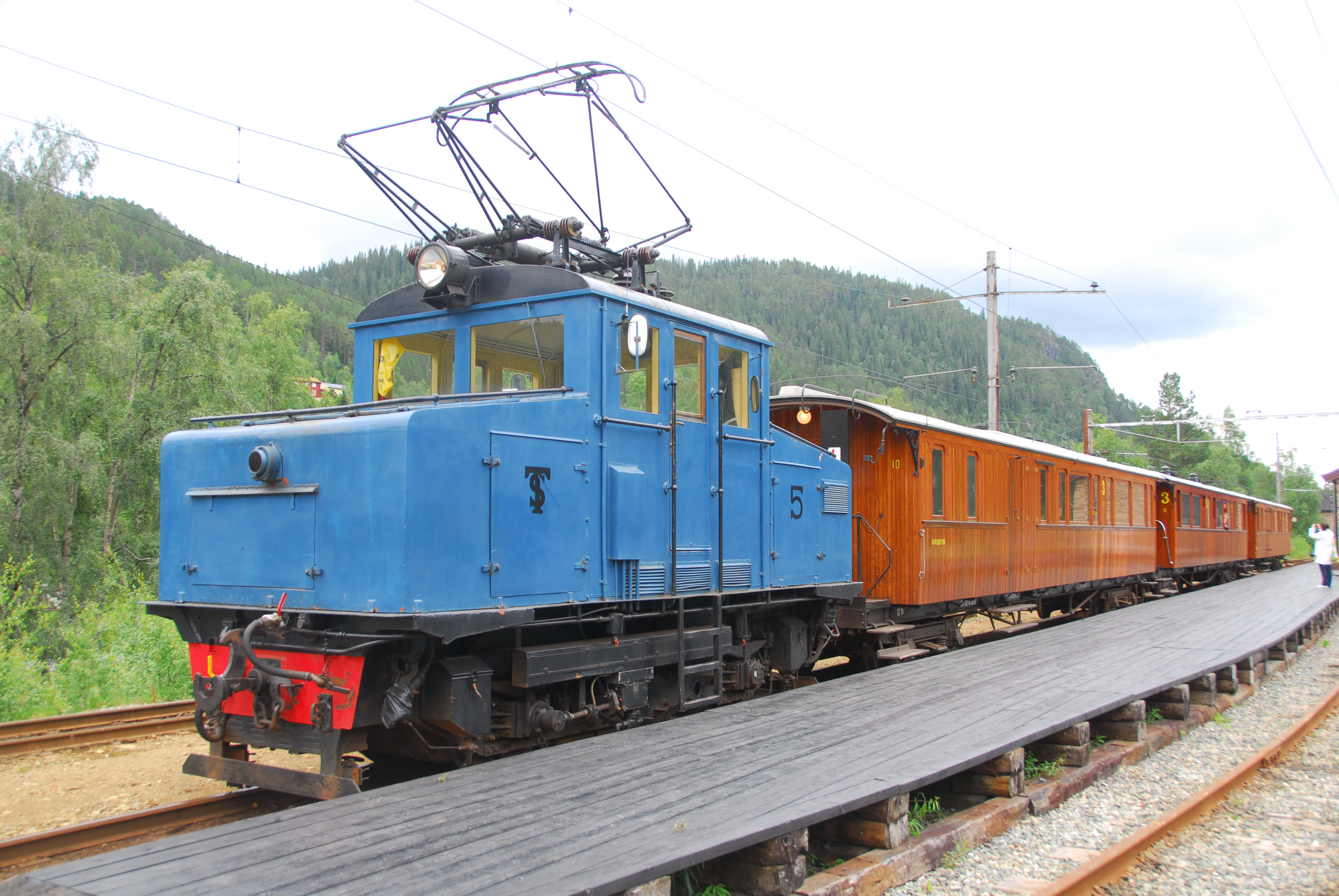

- Индустриальный музей (ORKLA Industrimuseum).
- Историческая железная дорога (Thamshavnbanen). Одна из старейших железных дорог в мире, работающая на переменном токе.
- Музей горного дела (Gammelgruva Løkken). Эта старая шахта глубиной 800 метров возникла на месте когда-то крупнейшего месторождения халькопирита в мире. Самое обширное помещение в шахте называется зал Фагерли (Fagerlisalen). Он находится на глубине 400 метров. Имеет площадь 1300 квадратных метров, высоту потолка — 15 метров. Обладая хорошей акустикой он используется для проведения концертов и театральных спектаклей. Вместительность зала около пятисот человек. Иногда используется в качестве банкетного зала на двести человек[источник не указан 1635 дней].
- Посёлок Бьёрнли (Bjørnli), где можно посетить старинную часовню 1929 года постройки, стоящую на берегу озера.